# 구로이소시
구로이소시(일본어: 黒磯市)는 일본 도치기현에 있던 도시이다. 2005년 1월 1일에 구로이소 시는 나스군 니시나스노정, 시오바라정과 합쳐져 새로운 나스시오바라시가 되었기 때문에 폐지했다.

## 역사
- 1955년 1월 1일 - 나스군 구로이소정, 나베카케촌, 히가시나스노촌, 다카바야시촌이 합병해, 나스군 구로이소정이 성립하였다.
- 1970년 11월 1일 - 시로 승격해 구로이소시가 되었다.
- 2005년 1월 1일 - 나스군 니시나스노정, 시오바라정과 합병해 나스시오바라시가 되었다.

## 인구
- 1980년 - 46,574명 (국세조사)
- 1985년 - 49,742명 (국세조사)
- 1986년 - 50,120명 (추계)
- 1987년 - 50,693명 (추계)
- 1988년 - 51,035명 (추계)
- 1989년 - 51,569명 (추계)
- 1990년 - 52,344명 (국세조사)
- 1991년 - 53,129명 (추계)
- 1992년 - 54,153명 (추계)
- 1993년 - 54,971명 (추계)
- 1994년 - 55,533명 (추계)
- 1995년 - 56,275명 (국세조사)
- 1996년 - 56,842명 (추계)
- 1997년 - 57,379명(추계)
- 1998년 - 57,968명(추계)
- 1999년 - 58,594명 (추계)
- 2000년 - 58,783명 (국세조사)
- 2001년 - 59,450명 (추계)
- 2002년 - 59,911명 (추계)
- 2003년 - 60,436명 (추계)
- 2004년 - 60,794명(추계)

## 15세 이상 취업자
나스정으로의 통근율은 12.5%였다(나스정에서 구로이소시로의 통근율은 15.0%).
현지에 상주하는 15세 이상 취업자는 31,798명이다. 이 중 타 시 구정촌에서 종사하고 있는 사람은 10,252명으로 전체의 32.2%이다.타시구정촌에의 종업원 1위는 나스쵸의 3,982명, 2위는 오타와라시의 1,848명, 3위는 니시나스노쵸의 1,708명, 4위는 우츠노미야시의 550명, 5위는 구로바정의 404명, 6위는 도쿄도 특별구부의 339명, 7위는 시오바라정의 325명, 8위는 야이타시의 308명, 9위는 후쿠시마현 시라카와시의 107명, 10위는 우지이에정의 44명.

## 교통

### 철도
- 동일본 여객철도
  - 도호쿠 신칸센
  - 우쓰노미야 선(도호쿠 본선)

### 도로
- 국도 제4호선
- 도호쿠 자동차도